# Abadía de Payerne

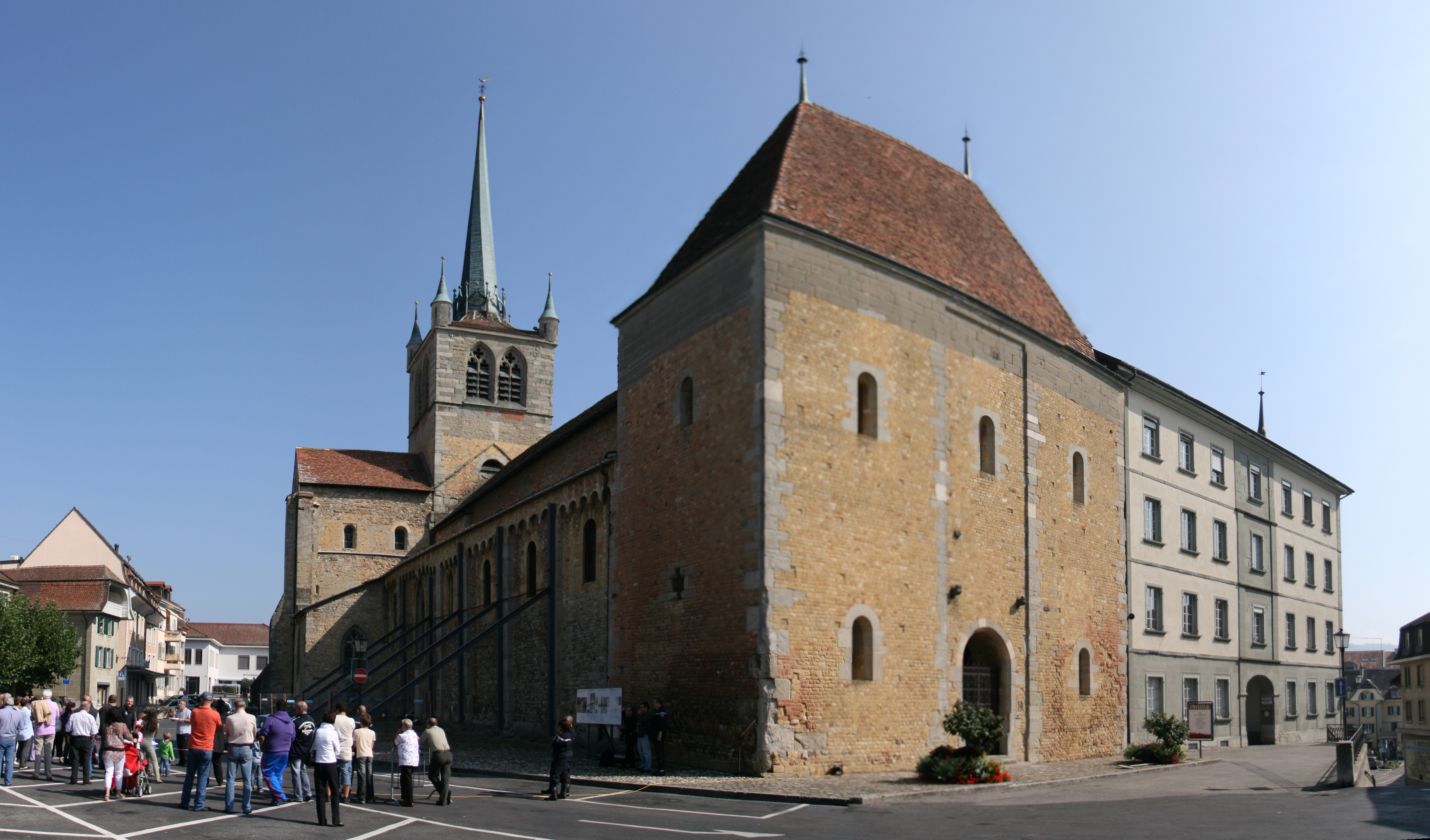
Vista de los antiguos edificios conventuales

La abadía de Notre-Dame fue una natigua abadía católica de Suiza fundada en 965 en la ciudad de Payerne de la que se conservan algunas partes y la iglesia abacial, considerada la iglesia románica más grande del país y ahora iglesia protestante. La parte adyacente a la construcción —el museo— fue muy dañada por un incendio en 1987.

## Historia
En 965, el monasterio de Payerne se desarrolló a partir de su presentación al abad de la Cluny. La construcción del edificio comenzó alrededor del año 1000 en la nave. Fue construida en el sitio de la villa Paterniaca (que dio su nombre a la ciudad de Payerne) construida a su vez en el siglo IV.
Los reyes de Borgoña y después los emperadores germánicos hicieron muchas donaciones, hasta la Reforma Protestante y la expulsión de los monjes en 1565.
En la reforma, el monasterio y los edificios fueron destruidos. Solo subsistió la sala capitular y un ala del convento.

## Arquitectura
La arquitectura de la iglesia abacial se considera de estilo románico, y fue construida de acuerdo con un esquema cluniacense (siglo XI). Muchos de los elementos, sin embargo, tienen como fuente de inspiración el gótico más tardío (siglo XV).
Son numerosos los capiteles pintadosque se conservan.

Interior de la iglesia
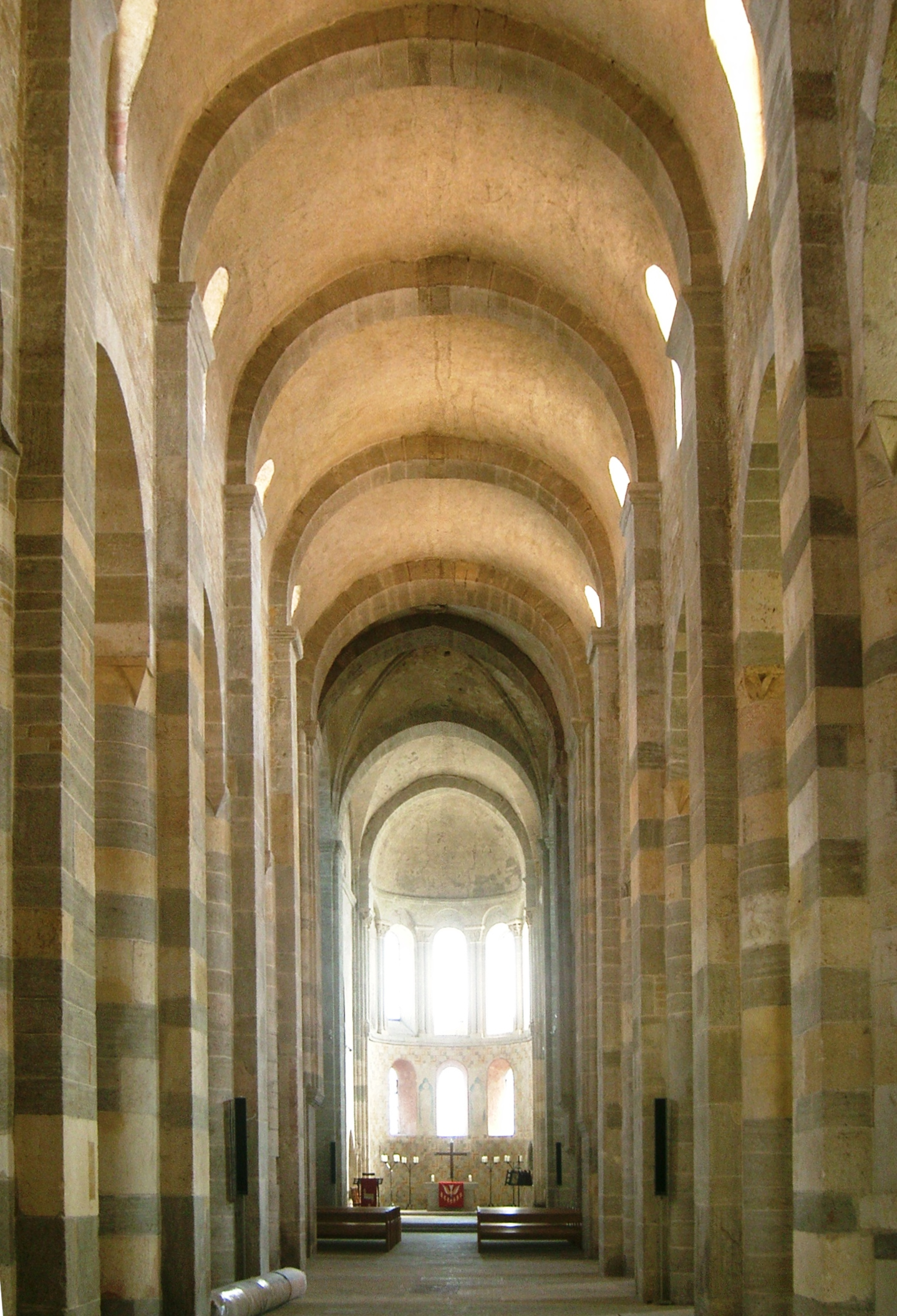
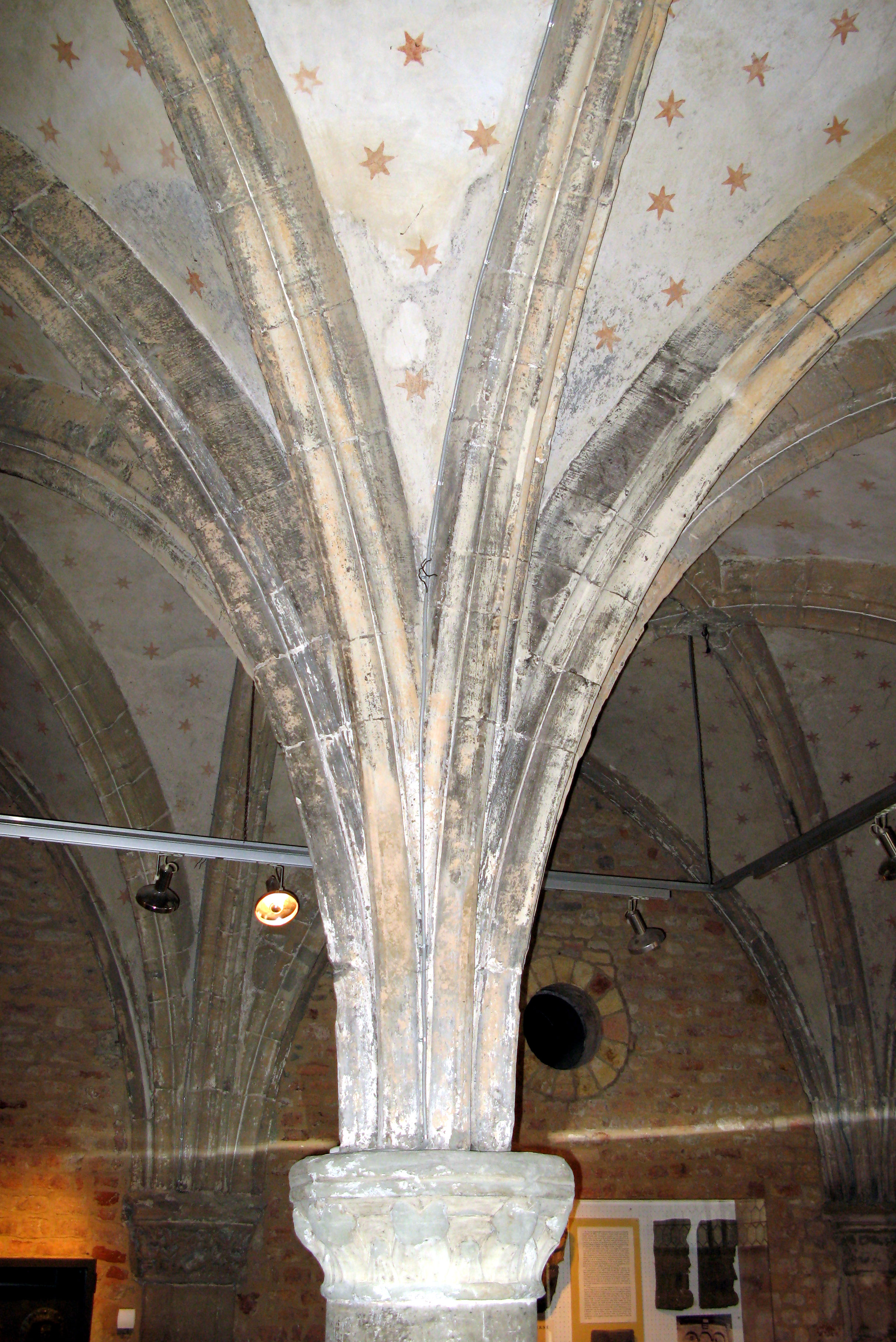
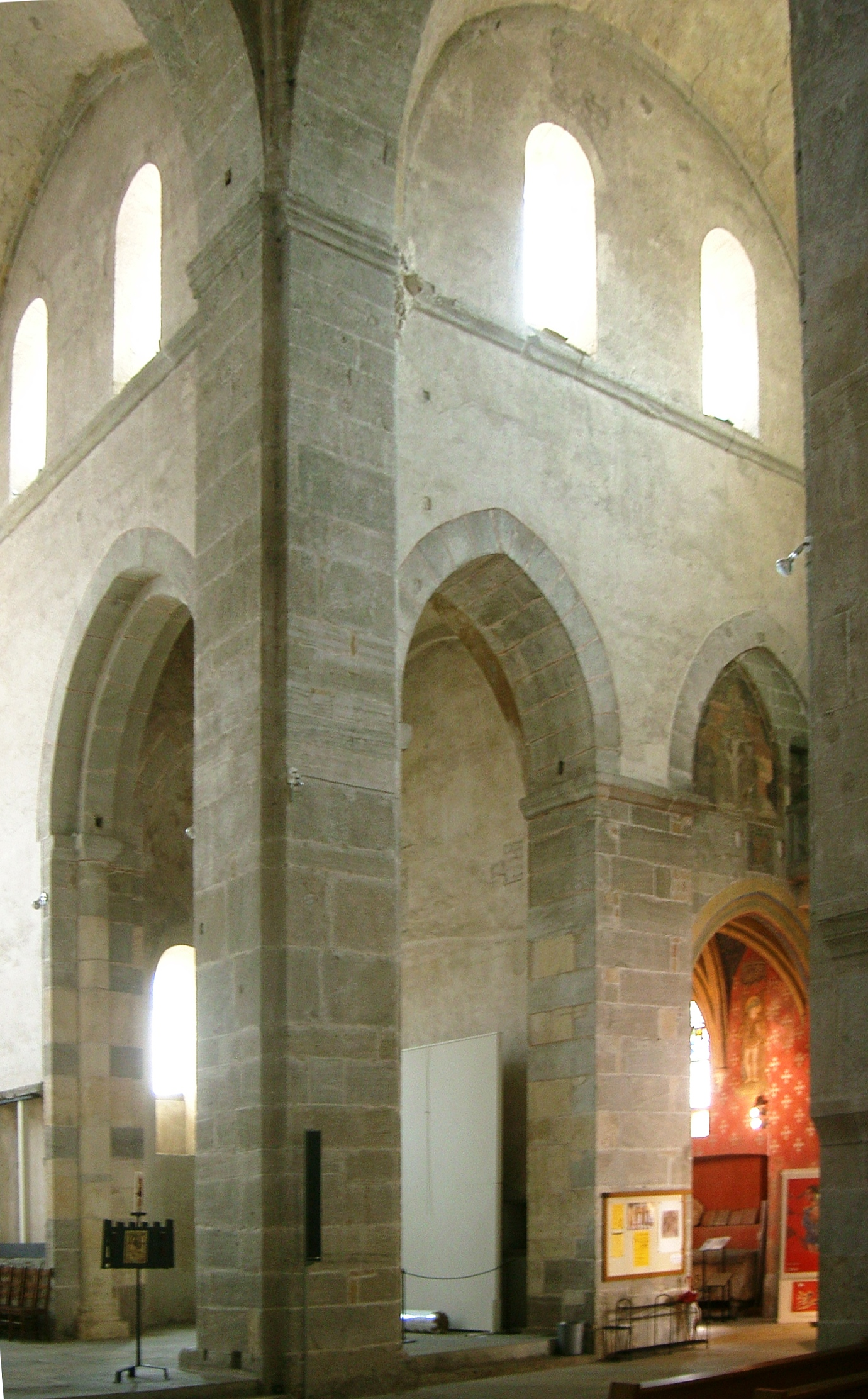
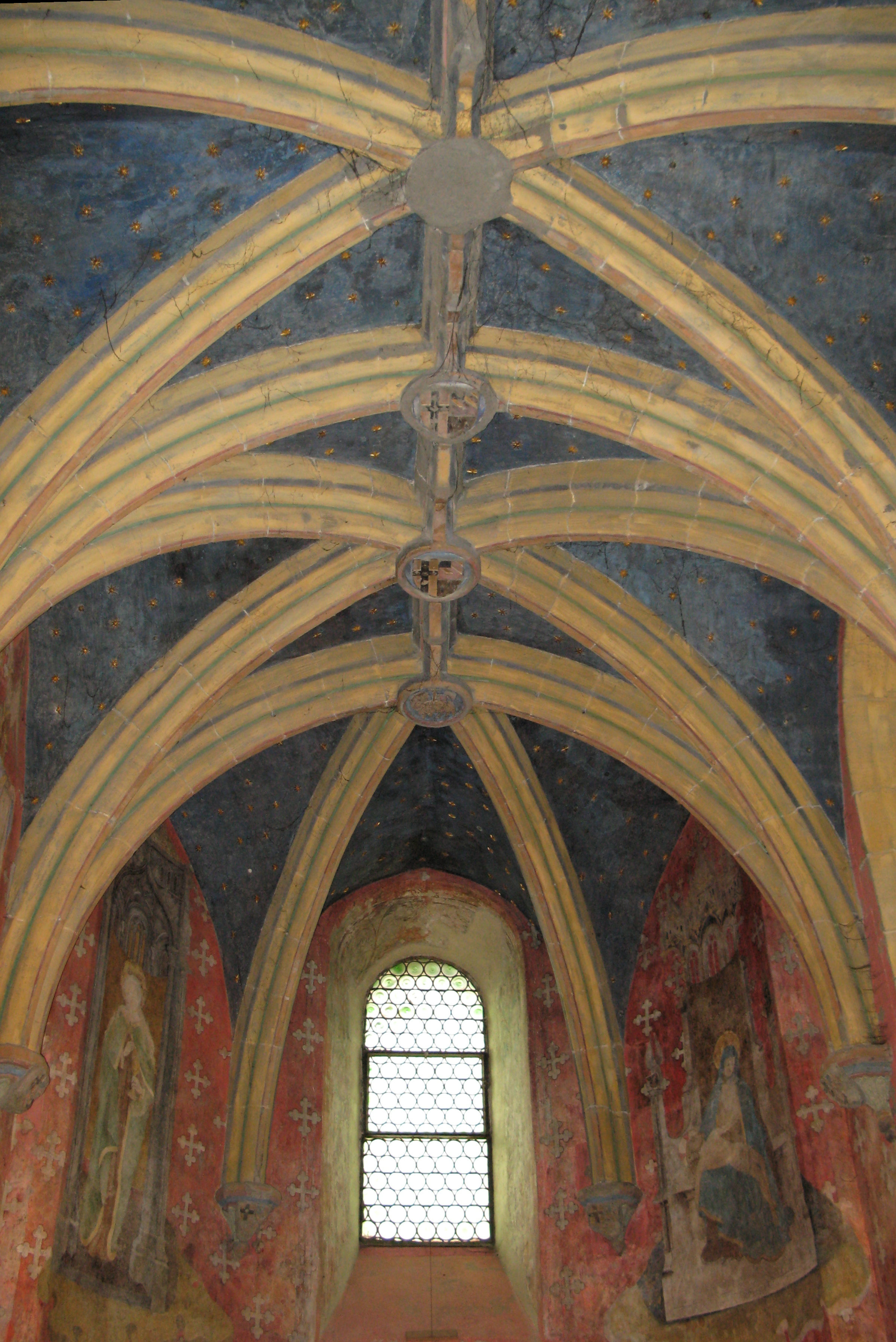
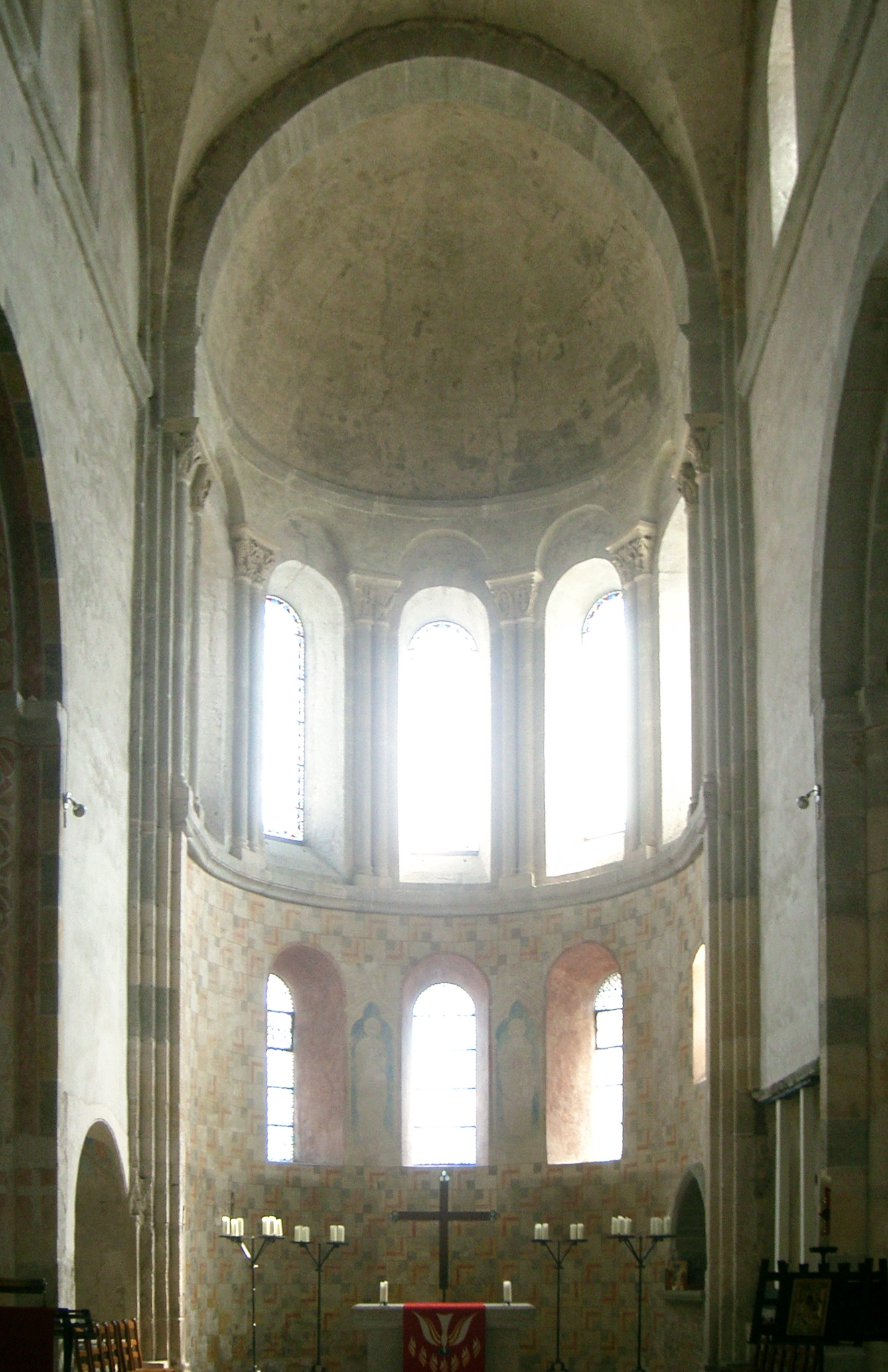

## Frescos
Muchos frescos de los siglos  XI y XII adornan las paredes del narthex:Cristo en la Cruz sostenido por Dios el Padre, la Virgen de la Misericordia, Cristo en el juicio final ante los veinticuatro ancianos del Apocalipsis.

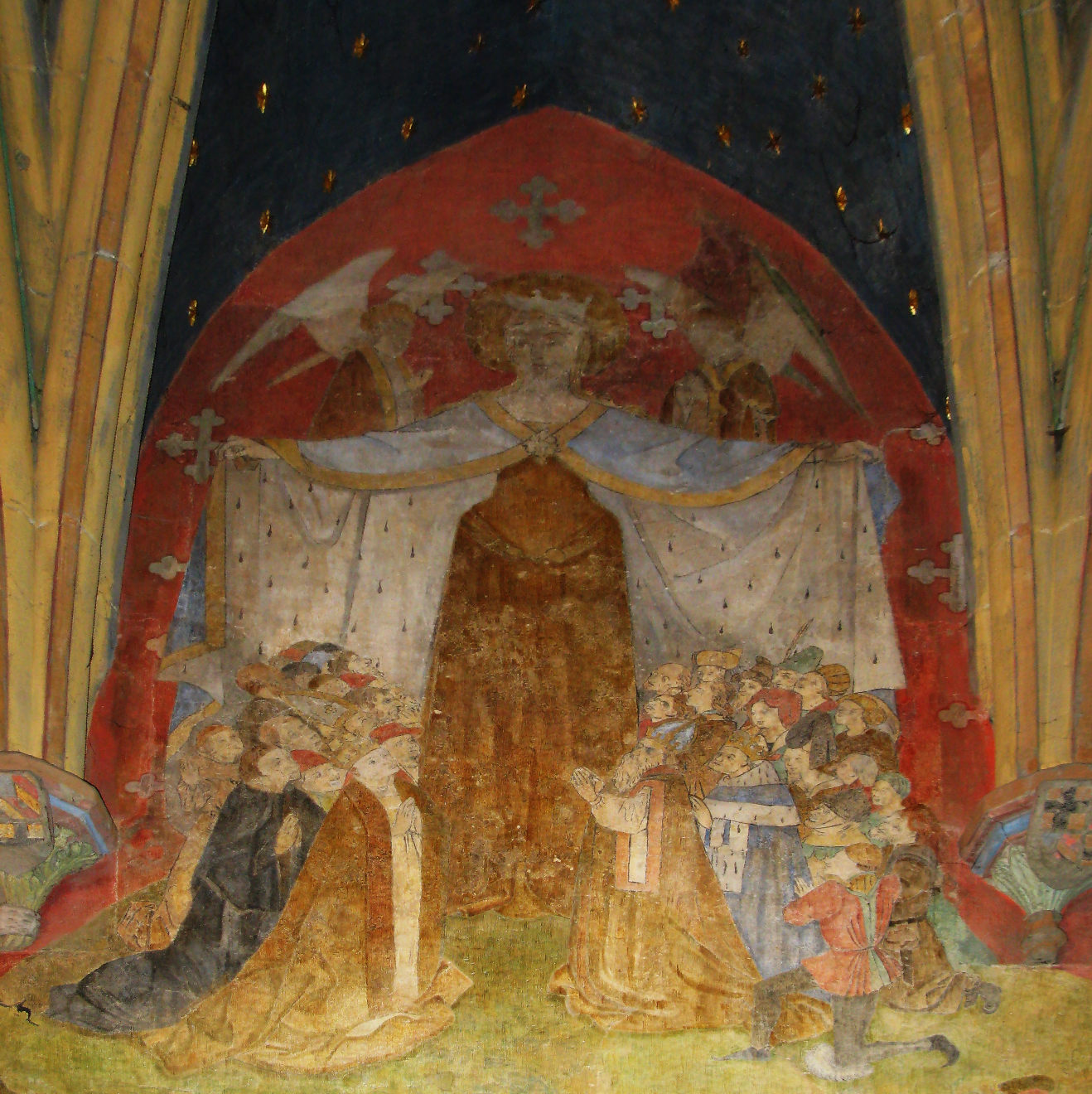
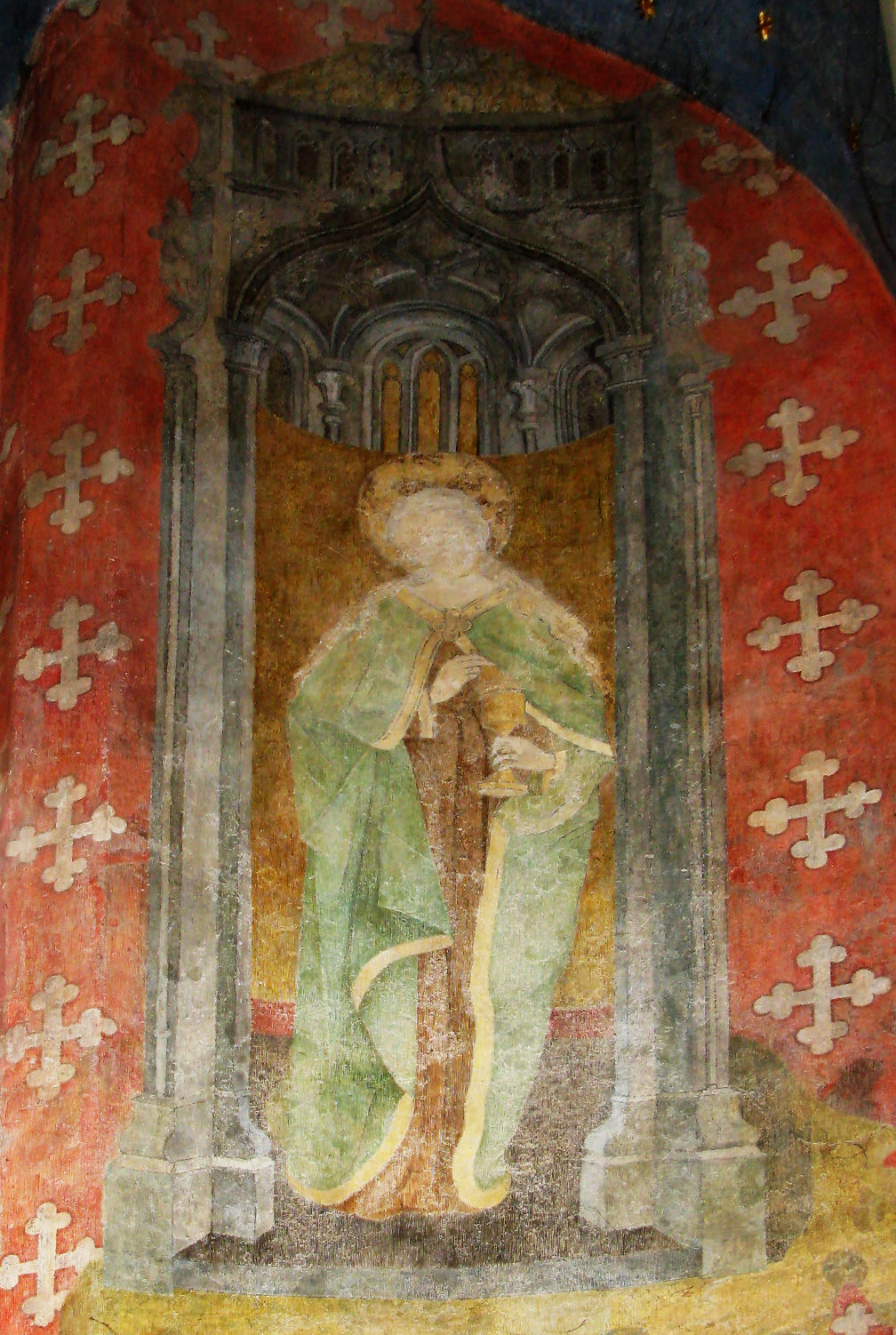
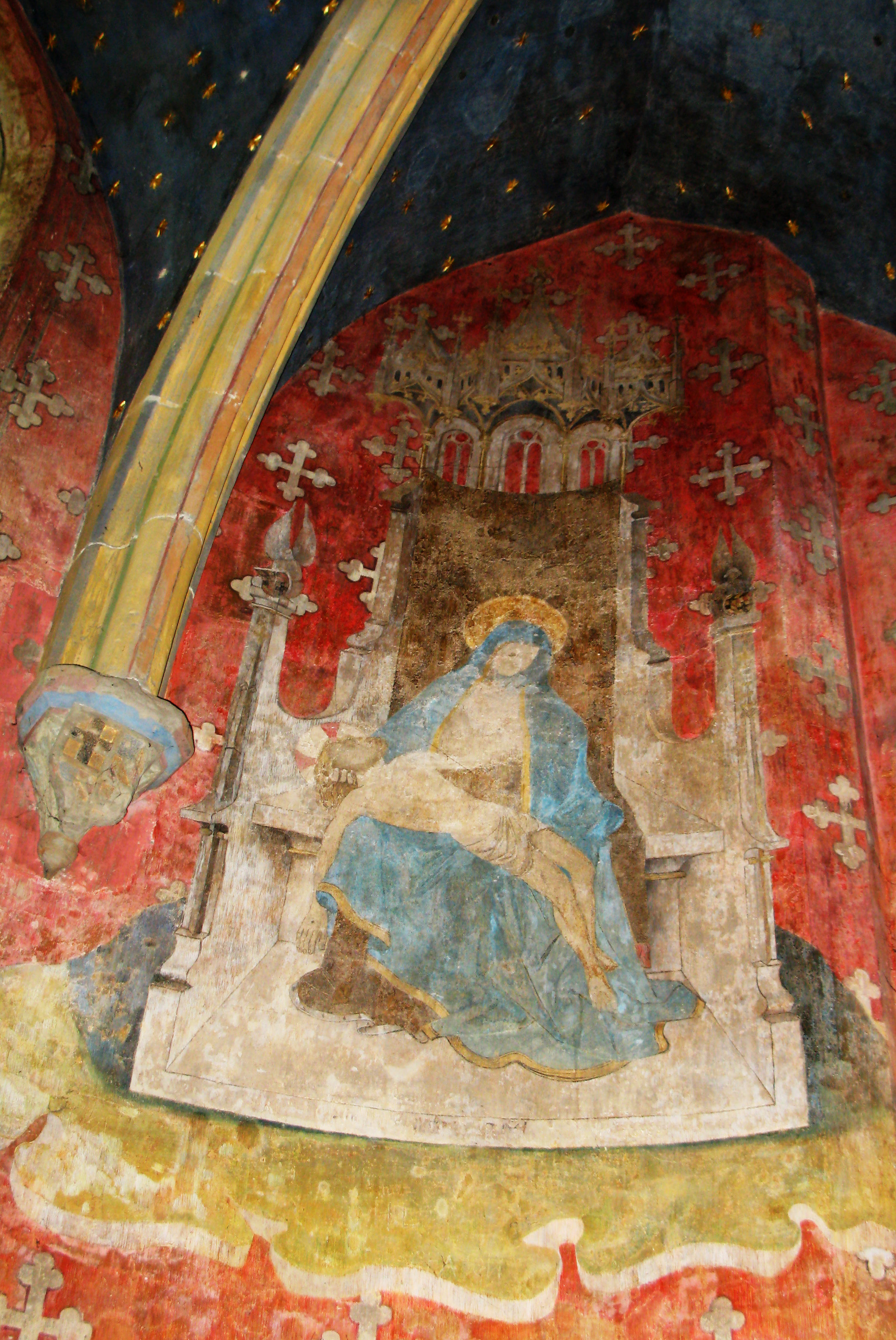
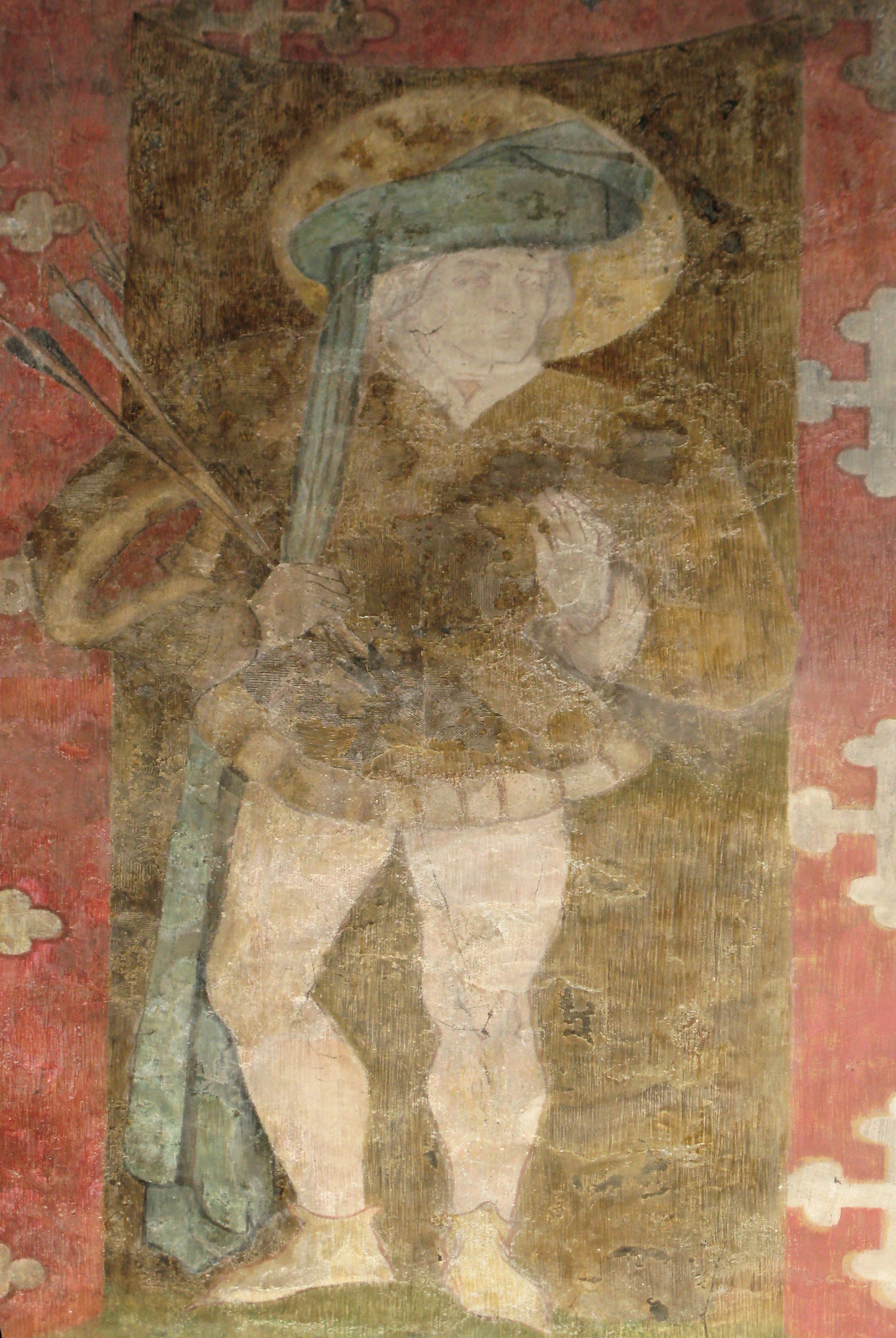
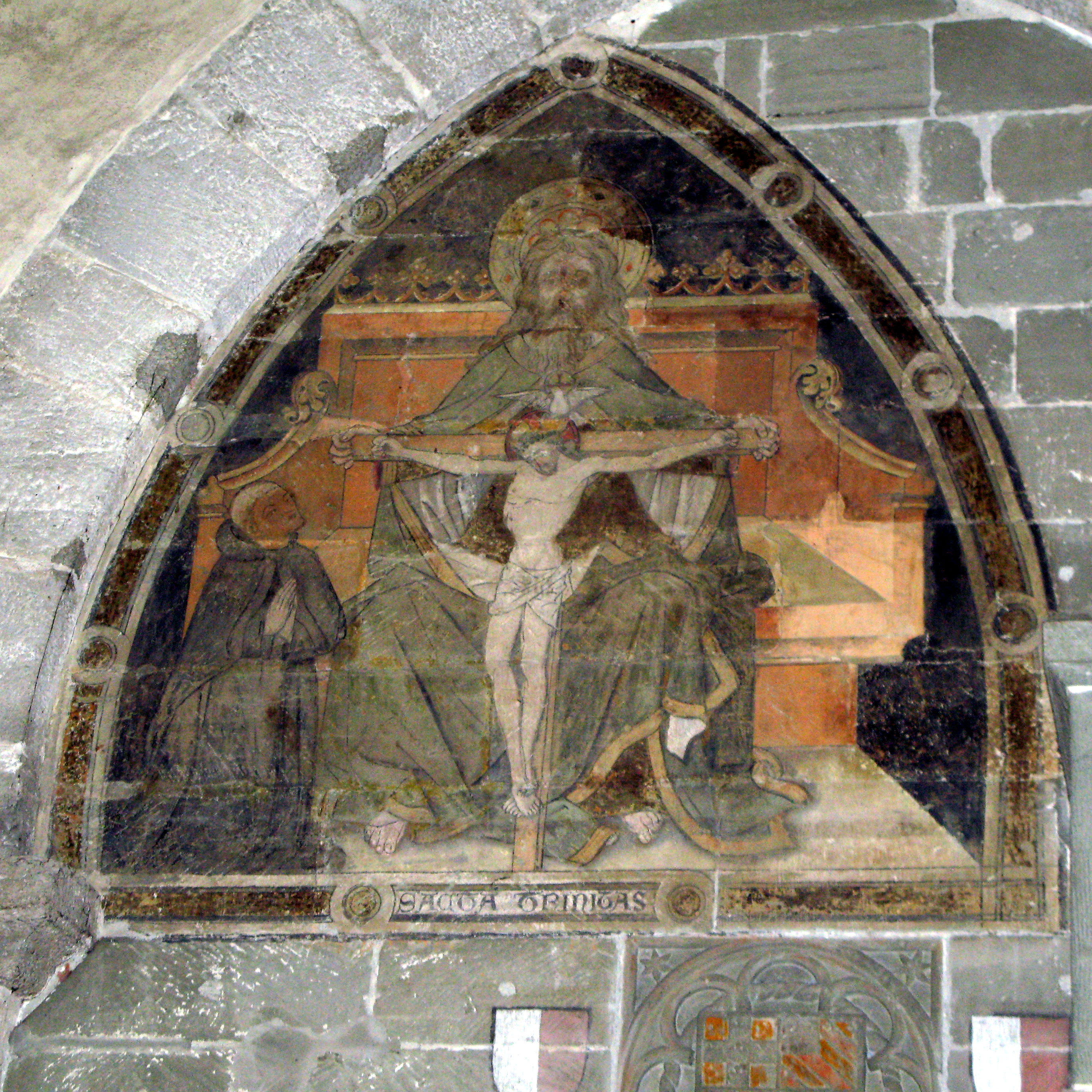
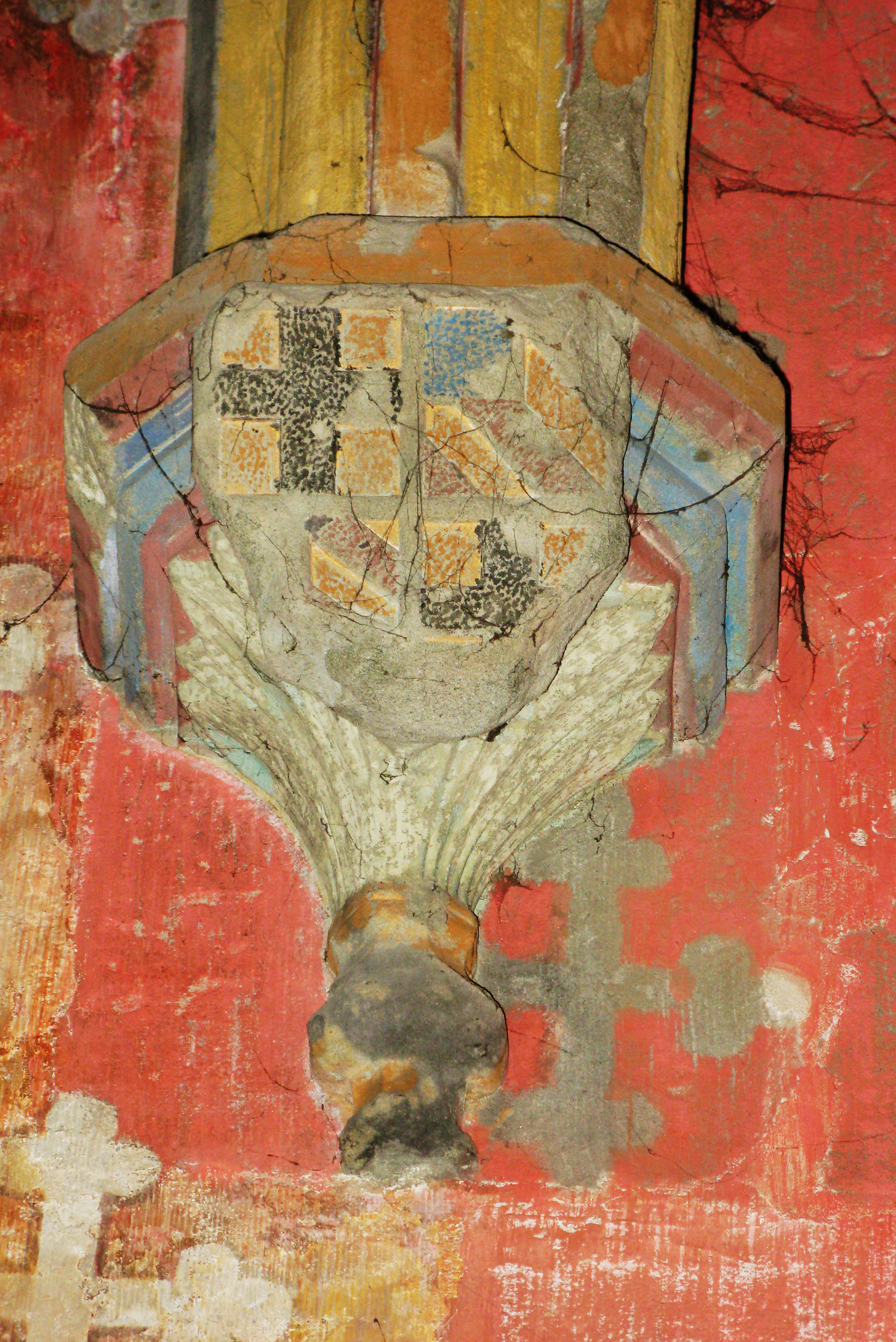